# CIM-10 Chapitre 05 : Troubles mentaux et du comportement
Cet article développe le Chapitre 05 : Troubles mentaux et du comportement (F00-F99) de la classification internationale des maladies (CIM-10) publié par l'Organisation mondiale de la santé (OMS).

## Liste des classes

### (F00-F09) Troubles mentaux organiques, y compris les troubles symptomatiques
- (F00) Démence de la maladie d'Alzheimer
  - (F00.0) Démence de la maladie d'Alzheimer, à début précoce
  - (F00.1) Démence de la maladie d'Alzheimer, à début tardif
  - (F00.2) Démence de la maladie d'Alzheimer, forme atypique ou mixte
  - (F00.9) Démence de la maladie d'Alzheimer, sans précision

- (F01) Démence vasculaire
  - (F01.0) Démence vasculaire à début aigu
  - (F01.1) Démence vasculaire par infarctus multiples
  - (F01.2) Démence vasculaire sous-corticale
  - (F01.3) Démence vasculaire mixte, corticale et sous-corticale
  - (F01.8) Autres formes de démence vasculaire
  - (F01.9) Démence vasculaire, sans précision

- (F02) Démence associée à d'autres maladies classées ailleurs
  - (F02.0) Démence de la maladie de Pick
  - (F02.1) Démence de la maladie de Creutzfeldt-Jakob
  - (F02.2) Démence de la maladie de Huntington
  - (F02.3) Démence de la maladie de Parkinson
  - (F02.4) Démence de la maladie due au virus de l'immunodéficience humaine (VIH)
  - (F02.8) Démence au cours d'autres maladies classées ailleurs

- (F03) Démence, sans précision

- (F04) Syndrome amnésique organique, non induit par l'alcool ou d'autres substances psycho-actives

- (F05) Delirium, non induit par l'alcool ou d'autres substances psycho-actives
  - (F05.0) Delirium non surajouté à une démence, ainsi décrit
  - (F05.1) Delirium surajouté à une démence
  - (F05.8) Autres formes de delirium
  - (F05.9) Delirium, sans précision

- (F06) Autres troubles mentaux, dus à une lésion ou un dysfonctionnement cérébral, ou à une affection physique
  - (F06.0) État hallucinatoire organique
  - (F06.1) Catatonie organique
  - (F06.2) Trouble délirant organique (d'allure schizophrénique)
  - (F06.3) Troubles organiques de l'humeur (affectifs)
  - (F06.4) Trouble anxieux organique
  - (F06.5) Trouble dissociatif organique
  - (F06.6) Labilité (asthénie) émotionnelle organique
  - (F06.7) Trouble cognitif léger
  - (F06.8) Autres troubles mentaux précisés dus à une lésion cérébrale et un dysfonctionnement cérébral et à une affection physique
  - (F06.9) Trouble mental sans précision, dû à une lésion cérébrale et un dysfonctionnement cérébral, et à une affection physique

- (F07) Troubles de la personnalité et du comportement dus à une affection, une lésion et un dysfonctionnement cérébraux
  - (F07.0) Trouble organique de la personnalité (Syndrome frontal)
  - (F07.1) Syndrome post-encéphalitique
  - (F07.2) Syndrome post-commotionnel
  - (F07.8) Autres troubles organiques de la personnalité et du comportement dus à une affection, une lésion et un dysfonctionnement cérébraux
  - (F07.9) Trouble organique de la personnalité et du comportement dû à une affection, une lésion et un dysfonctionnement cérébraux, sans précision

- (F09) Trouble mental organique ou symptomatique, sans précision

### (F10-F19) Troubles mentaux et du comportement liés à l'utilisation de substances psycho-actives
- (F10.-) Troubles mentaux et du comportement liés à l'utilisation d'alcool
- (F11.-) Troubles mentaux et du comportement liés à l'utilisation d'opiacés
- (F12.-) Troubles mentaux et du comportement liés à l'utilisation de dérivés du cannabis
- (F13.-) Troubles mentaux et du comportement liés à l'utilisation de sédatifs ou d'hypnotiques
- (F14.-) Troubles mentaux et du comportement liés à l'utilisation de cocaïne
- (F15.-) Troubles mentaux et du comportement liés à l'utilisation d'autres stimulants, y compris la caféine
- (F16.-) Troubles mentaux et du comportement liés à l'utilisation d'hallucinogènes
- (F17.-) Troubles mentaux et du comportement liés à l'utilisation de tabac
- (F18.-) Troubles mentaux et du comportement liés à l'utilisation de solvants volatils
- (F19.-) Troubles mentaux et du comportement liés à l'utilisation de drogues multiples et troubles liés à l'utilisation d'autres substances psycho-actives

Utiliser les codes ci-dessus conjointement avec les derniers digits suivants :
- (.0) Intoxication aiguë
- (.1) Utilisation nocive pour la santé
- (.2) Syndrome de dépendance
  - Alcoolisme chronique
  - Dipsomanie
  - Toxicomanie
- (.3) Syndrome de sevrage
- (.4) Syndrome de sevrage avec delirium
- (.5) Trouble psychotique
- (.6) Syndrome amnésique
- (.7) Trouble résiduel ou psychotique de survenue tardive
- (.8) Autres troubles mentaux et du comportement
- (.9) Trouble mental ou du comportement, sans précision

### (F20-F29) Schizophrénie, troubles schizotypiques et troubles délirants
- (F20) Schizophrénie
  - (F20.0) Schizophrénie paranoïde
  - (F20.1) Schizophrénie hébéphrénique
  - (F20.2) Schizophrénie catatonique
  - (F20.3) Schizophrénie indifférenciée
  - (F20.4) Dépression post-schizophrénique
  - (F20.5) Schizophrénie résiduelle
  - (F20.6) Schizophrénie simple
  - (F20.8) Autres formes de schizophrénie
  - (F20.9) Schizophrénie, sans précision

- (F21) Trouble schizotypique

- (F22) Troubles délirants chroniques
  - (F22.0) Trouble délirant
    - État paranoïaque
    - Paranoïa
    - Paraphrénie (tardive)
    - Psychose paranoïaque

  - (F22.8) Autres troubles délirants persistants
    - Dysmorphophobie délirante
    - État paranoïaque d'involution
    - Paranoïa quérulente

  - (F22.9) Trouble délirant persistant, sans précision

- (F23) Troubles psychotiques aigus et transitoires
  - (F23.0) Trouble psychotique aigu polymorphe, sans symptômes schizophréniques
  - (F23.1) Trouble psychotique aigu polymorphe avec symptômes schizophréniques
  - (F23.2) Trouble psychotique aigu d'allure schizophrénique
  - (F23.3) Autre trouble psychotique aigu, essentiellement délirant
  - (F23.8) Autres troubles psychotiques aigus et transitoires
  - (F23.9) Trouble psychotique aigu et transitoire, sans précision

- (F24) Trouble délirant induit

- (F25) Troubles schizo-affectifs
  - (F25.0) Trouble schizo-affectif, type maniaque
  - (F25.1) Trouble schizo-affectif, type dépressif
  - (F25.2) Trouble schizo-affectif, type mixte
  - (F25.8) Autres troubles schizo-affectifs
  - (F25.9) Trouble schizo-affectif, sans précision

- (F28) Autres troubles psychotiques non organiques

- (F29) Psychose non organique, sans précision

### (F30-F39) Troubles de l'humeur (affectifs)
- (F30) Épisode maniaque
  - (F30.0) Hypomanie
  - (F30.1) Manie sans symptômes psychotiques
  - (F30.2) Manie avec symptômes psychotiques
  - (F30.8) Autres épisodes maniaques
  - (F30.9) Episode maniaque, sans précision

- (F31) Trouble affectif bipolaire
  - (F31.0) Trouble affectif bipolaire, épisode actuel hypomaniaque
  - (F31.1) Trouble affectif bipolaire, épisode actuel maniaque sans symptômes psychotiques
  - (F31.2) Trouble affectif bipolaire, épisode actuel maniaque avec symptômes psychotiques
  - (F31.3) Trouble affectif bipolaire, épisode actuel de dépression légère ou moyenne
  - (F31.4) Trouble affectif bipolaire, épisode actuel de dépression sévère sans symptômes psychotiques
  - (F31.5) Trouble affectif bipolaire, épisode actuel de dépression sévère avec symptômes psychotiques
  - (F31.6) Trouble affectif bipolaire, épisode actuel mixte
  - (F31.7) Trouble affectif bipolaire, actuellement en rémission
  - (F31.8) Autres troubles affectifs bipolaires
  - (F31.9) Trouble affectif bipolaire, sans précision

- (F32) Épisodes dépressifs
  - (F32.0) Épisode dépressif léger
  - (F32.1) Épisode dépressif moyen
  - (F32.2) Épisode dépressif sévère sans symptômes psychotiques
  - (F32.3) Épisode dépressif sévère avec symptômes psychotiques
  - (F32.8) Autres épisodes dépressifs
  - (F32.9) Épisode dépressif, sans précision

- (F33) Troubles dépressifs récurrents (y.c. Dépression saisonnière)
  - (F33.0) Trouble dépressif récurrent, épisode actuel léger
  - (F33.1) Trouble dépressif récurrent, épisode actuel moyen
  - (F33.2) Trouble dépressif récurrent, épisode actuel sévère sans symptômes psychotiques
  - (F33.3) Trouble dépressif récurrent, épisode actuel sévère avec symptômes psychotiques
  - (F33.4) Trouble dépressif récurrent, actuellement en rémission
  - (F33.8) Autres troubles dépressifs récurrents
  - (F33.9) Trouble dépressif récurrent, sans précision

- (F34) Troubles de l'humeur (affectifs) persistants
  - (F34.0) Cyclothymie
  - (F34.1) Dysthymie
  - (F34.8) Autres troubles de l'humeur (affectifs) persistants
  - (F34.9) Trouble de l'humeur (affectif) persistant, sans précision

- (F38) Autres troubles de l'humeur (affectifs)
  - (F38.0) Autres troubles de l'humeur (affectifs) isolés
  - (F38.1) Autres troubles de l'humeur (affectifs) récurrents (Dépression brève récurrente)
  - (F38.8) Autres troubles de l'humeur (affectifs) précisés

- (F39) Trouble de l'humeur (affectif), sans précision

### (F40-F48) Troubles névrotiques, troubles liés à des facteurs de stress et troubles somatoformes
- (F40) Troubles anxieux phobiques
  - (F40.0) Agoraphobie
  - (F40.1) Phobies sociales (Anthropophobie, Névrose sociale)
  - (F40.2) Phobies spécifiques (isolées) (Acrophobie, Claustrophobie, Phobie simple, Phobie des animaux)
  - (F40.8) Autres troubles anxieux phobiques
  - (F40.9) Trouble anxieux phobique, sans précision (Etat phobique SAI, Phobie SAI)

- (F41) Autres troubles anxieux
  - (F41.0) Trouble panique (anxiété épisodique paroxystique)
  - (F41.1) Anxiété généralisée
  - (F41.2) Trouble anxieux et dépressif mixte
  - (F41.3) Autres troubles anxieux mixtes
  - (F41.8) Autres troubles anxieux précisés
  - (F41.9) Trouble anxieux, sans précision

- (F42) Trouble obsessionnel compulsif
  - (F42.0) Avec idées ou ruminations obsédantes au premier plan
  - (F42.1) Avec comportements compulsifs (rituels obsessionnels) au premier plan
  - (F42.2) Forme mixte, avec idées obsédantes et comportements compulsifs
  - (F42.8) Autres troubles obsessionnels-compulsifs
  - (F42.9) Trouble obsessionnel-compulsif, sans précision

- (F43) Réactions à un facteur de stress important, et troubles de l'adaptation
  - (F43.0) Réaction aiguë à un facteur de stress
  - (F43.1) État de stress post-traumatique
  - (F43.2) Troubles de l'adaptation (Hospitalisme, Choc culturel)
  - (F43.8) Autres réactions à un facteur de stress sévère
  - (F43.9) Réaction à un facteur de stress sévère, sans précision

- (F44) Troubles dissociatifs (de conversion)
  - (F44.0) Amnésie dissociative
  - (F44.1) Fugue dissociative
  - (F44.2) Stupeur dissociative
  - (F44.3) États de transe et de possession
  - (F44.4) Troubles moteurs dissociatifs
  - (F44.5) Convulsions dissociatives
  - (F44.6) Anesthésie dissociative et atteintes sensorielles
  - (F44.7) Trouble dissociatif [de conversion] mixte
  - (F44.8) Autres troubles dissociatifs [de conversion] (Syndrome de Ganser, TDI)
  - (F44.9) Trouble dissociatif (de conversion), sans précision

- (F45) Troubles somatoformes
  - (F45.0) Trouble de somatisation
  - (F45.1) Trouble somatoforme indifférencié
  - (F45.2) Trouble hypocondriaque
    - Dysmorphophobie (non délirante)
    - Hypocondrie
    - Névrose hypocondriaque
    - Nosophobie
    - Peur d'une dysmorphie corporelle

  - (F45.3) Dysfonctionnement neurovégétatif somatoforme
  - (F45.4) Syndrome douloureux somatoforme persistant
  - (F45.8) Autres troubles somatoformes
  - (F45.9) Trouble somatoforme, sans précision

- (F48) Autres troubles névrotiques
  - (F48.0) Neurasthénie
  - (F48.1) Syndrome de dépersonnalisation-déréalisation
  - (F48.8) Autres troubles névrotiques précisés (Psychasthénie, Syndrome de Briquet)
  - (F48.9) Trouble névrotique, sans précision

### (F50-F59) Syndromes comportementaux associés à des perturbations physiologiques et à des facteurs physiques
- (F50) Troubles de l'alimentation
  - (F50.0) Anorexie mentale
  - (F50.1) Anorexie mentale atypique
  - (F50.2) Boulimie (bulimia nervosa)
  - (F50.3) Boulimie atypique
  - (F50.4) Hyperphagie associée à d'autres perturbations psychologiques
  - (F50.5) Vomissements associés à d'autres perturbations psychologiques
  - (F50.8) Autres troubles de l'alimentation
  - (F50.9) Trouble de l'alimentation, sans précision

- (F51) Troubles du sommeil non organiques
  - (F51.0) Insomnie non organique
  - (F51.1) Hypersomnie non organique
  - (F51.2) Trouble du rythme veille-sommeil non dû à une cause organique
  - (F51.3) Somnambulisme
  - (F51.4) Terreurs nocturnes
  - (F51.5) Cauchemars
  - (F51.8) Autres troubles du sommeil non organiques
  - (F51.9) Trouble du sommeil non organique, sans précision

- (F52) Dysfonctionnement sexuel, non dû à un trouble ou à une maladie organique
  - (F52.0) Absence ou perte de désir sexuel
  - (F52.1) Aversion sexuelle et manque de plaisir sexuel
  - (F52.2) Échec de la réponse génitale
  - (F52.3) Dysfonctionnement orgasmique
  - (F52.4) Éjaculation précoce
  - (F52.5) Vaginisme non organique
  - (F52.6) Dyspareunie non organique
  - (F52.7) Activité sexuelle excessive
  - (F52.8) Autres dysfonctionnements sexuels, non dus à un trouble ou à une maladie organique
  - (F52.9) Dysfonctionnement sexuel non dû à un trouble ou à une maladie organique, sans précision

- (F53) Troubles mentaux et du comportement associés à la puerpéralité, non classés ailleurs
  - (F53.0) Troubles mentaux et du comportement légers associés à la puerpéralité, non classés ailleurs (Dépression périnatale)
  - (F53.1) Troubles mentaux et du comportement sévères associés à la puerpéralité, non classés ailleurs (Psychose post-partum)
  - (F53.8) Autres troubles mentaux et du comportement associés à la puerpéralité, non classés ailleurs
  - (F53.9) Trouble mental de la puerpéralité, sans précision

- (F54) Facteurs psychologiques ou comportementaux, associés à des maladies ou à des troubles classés ailleurs

- (F55) Abus de substances n'entraînant pas la dépendance

- (F59) Syndromes comportementaux non spécifiés associés à des perturbations physiologiques ou à des facteurs physiques

### (F60-F69) Troubles de la personnalité et du comportement chez l'adulte
- (F60) Troubles spécifiques de la personnalité
  - (F60.0) Personnalité paranoïaque
  - (F60.1) Personnalité schizoïde
  - (F60.2) Personnalité dyssociale
  - (F60.3) Personnalité émotionnellement labile
    - Personnalité agressive
    - Personnalité borderline
    - Personnalité explosive

  - (F60.4) Personnalité histrionique
  - (F60.5) Personnalité anankastique
  - (F60.6) Personnalité anxieuse (évitante)
  - (F60.7) Personnalité dépendante
  - (F60.8) Autres troubles spécifiques de la personnalité
    - Personnalité de type « haltlose »
    - Personnalité excentrique
    - Personnalité immature
    - Personnalité narcissique
    - Personnalité passive-agressive
    - Personnalité psycho-névrotique

  - (F60.9) Trouble de la personnalité, sans précision

- (F61) Troubles  mixtes de la personnalité et autres troubles de la personnalité

- (F62) Modifications durables de la personnalité non attribuables à une lésion ou à une maladie cérébrale
  - (F62.0) Modification durable de la personnalité après une expérience de catastrophe
  - (F62.1) Modification durable de la personnalité après une maladie psychiatrique
  - (F62.8) Autres modifications durables de la personnalité
  - (F62.9) Modification durable de la personnalité, sans précision

- (F63) Troubles des habitudes et des Impulsivité/impulsions
  - (F63.0) Jeu pathologique
  - (F63.1) Tendance pathologique à allumer des incendies (pyromanie)
  - (F63.2) Tendance pathologique à commettre des vols (kleptomanie)
  - (F63.3) Trichotillomanie
  - (F63.8) Autres troubles des habitudes et des impulsions (Trouble explosif intermittent)
  - (F63.9) Trouble des habitudes et des impulsions, sans précision

- (F64) Troubles de l'identité de genre
  - (F64.0) Transidentité
  - (F64.1) Éonisme, transvestisme, travestisme bivalent
  - (F64.2) Trouble de l'identité de genre de l'enfance
  - (F64.8) Autres troubles de l'identité de genre
  - (F64.9) Trouble de l'identité de genre, sans précision

- (F65) Troubles de la préférence sexuelle
  - (F65.0) Fétichisme
  - (F65.1) Transvestisme fétichiste
  - (F65.2) Exhibitionnisme
  - (F65.3) Voyeurisme
  - (F65.4) Pédophilie
  - (F65.5) Sado-masochisme
  - (F65.6) Troubles multiples de la préférence sexuelle
  - (F65.8) Autres troubles de la préférence sexuelle
  - (F65.9) Trouble de la préférence sexuelle, sans précision

- (F66) Problèmes psychologiques et comportementaux associés au développement sexuel et à l'orientation sexuelle
  - (F66.0) Trouble de la maturation sexuelle
  - (F66.1) Orientation sexuelle égodystonique
  - (F66.2) Problème sexuel relationnel
  - (F66.8) Autres troubles du développement psychosexuel
  - (F66.9) Trouble du développement psychosexuel, sans précision

- (F68) Autres troubles de la personnalité et du comportement chez l'adulte
  - (F68.0) Majoration de symptômes physiques pour des raisons psychologiques
  - (F68.1) Production intentionnelle ou simulation de symptômes ou d'une incapacité, soit physique soit psychologique (trouble factice)
  - (F68.8) Autres troubles précisés de la personnalité et du comportement chez l'adulte

- (F69) Trouble de la personnalité et du comportement chez l'adulte, sans précision

### (F70-F79) Retard mental
- (F70.-) Retard mental léger
- (F71.-) Retard mental moyen
- (F72.-) Retard mental grave
- (F73.-) Retard mental profond
- (F78.-) Autres formes de retard mental
- (F79.-) Retard mental, sans précision

Utiliser les codes ci-dessus conjointement avec les derniers digits suivants :
- (.0) 	Déficience du comportement absent ou minime
- (.1) Déficience du comportement significatif, nécessitant une surveillance ou traitement
- (.8) Autres déficiences du comportement
- (.9) Sans mention d'une déficience du comportement

### (F80-F89) Troubles du développement psychologique
- (F80) Troubles spécifiques du développement de la parole et du langage
  - (F80.0) Trouble spécifique de l'acquisition de l'articulation (Dyslalie)
  - (F80.1) Trouble de l'acquisition du langage, de type expressif (Dysphasie, Aphasie)
  - (F80.2) Trouble de l'acquisition du langage, de type réceptif (Dysphasie, Aphasie réceptive)
  - (F80.3) Aphasie acquise avec épilepsie (Syndrome de Landau et Kleffner)
  - (F80.8) Autres troubles du développement de la parole et du langage (Zézaiement)
  - (F80.9) Trouble du développement de la parole et du langage, sans précision

- (F81) Troubles spécifiques des acquisitions scolaires
  - (F81.0) Trouble spécifique de la lecture
  - (F81.1) Trouble spécifique de l'acquisition de l'orthographe (Dysgraphie, Dysorthographie)
  - (F81.2) Trouble spécifique de l'acquisition de l'arithmétique (Acalculie de développement, Syndrome de Gerstmann)
  - (F81.3) Trouble mixte des acquisitions scolaires
  - (F81.8) Autres troubles du développement, des acquisitions scolaires (Agraphie)
  - (F81.9) Trouble du développement, des acquisitions scolaires, sans précision

- (F82) Troubles spécifiques du développement moteur

- (F83) Troubles spécifiques mixtes du développement

- (F84) Troubles envahissants du développement
  - (F84.0) Autisme infantile
  - (F84.1) Autisme atypique
  - (F84.2) Syndrome de Rett
  - (F84.3) Autres troubles désintégratifs de l'enfance
  - (F84.4) Hyperactivité associée à un retard mental et à des mouvements stéréotypés
  - (F84.5) Syndrome d'Asperger
  - (F84.8) Autres troubles envahissants du développement
  - (F84.9) Trouble envahissant du développement, sans précision

- (F88) Autres troubles du développement psychologique

- (F89) Troubles du développement psychologique, sans précision

### (F90-F98) Troubles du comportement et troubles émotionnels apparaissant habituellement durant l'enfance et l'adolescence
- (F90) Troubles hyperkinétiques
  - (F90.0) Perturbation de l'activité et de l'attention
  - (F90.1) Trouble hyperkinétique et trouble des conduites
  - (F90.8) Autres troubles hyperkinétiques
  - (F90.9) Trouble hyperkinétique, sans précision

- (F91) Troubles des conduites
  - (F91.0) Trouble des conduites limité au milieu familial
  - (F91.1) Trouble des conduites, type mal socialisé
  - (F91.2) Trouble des conduites, type socialisé
  - (F91.3) Trouble oppositionnel avec provocation
  - (F91.8) Autres troubles des conduites
  - (F91.9) Trouble des conduites, sans précision

- (F92) Troubles mixtes des conduites et des émotions
  - (F92.0) Troubles des conduites avec dépression
  - (F92.8) Autres troubles mixtes des conduites et troubles émotionnels
  - (F92.9) Trouble mixte des conduites et troubles émotionnels, sans précision

- (F93) Troubles émotionnels débutant spécifiquement dans l'enfance
  - (F93.0) Angoisse de séparation de l'enfance
  - (F93.1) Trouble anxieux phobique de l'enfance
  - (F93.2) Anxiété sociale de l'enfance
  - (F93.3) Rivalité dans la fratrie
  - (F93.8) Autres troubles émotionnels de l'enfance
    - Hyperanxiété
    - Trouble de l'identité 

  - (F93.9) Trouble émotionnel de l'enfance, sans précision

- (F94) Troubles du fonctionnement social débutant spécifiquement dans l'enfance ou à l'adolescence
  - (F94.0) Mutisme sélectif
  - (F94.1) Trouble réactionnel de l'attachement de l'enfance
  - (F94.2) Trouble de l'attachement de l'enfance avec désinhibition
  - (F94.8) Autres troubles du fonctionnement social de l'enfance
  - (F94.9) Trouble du fonctionnement social de l'enfance, sans précision

- (F95) Tics
  - (F95.0) Tic transitoire
  - (F95.1) Tic moteur ou vocal chronique
  - (F95.2) Forme associant tics vocaux et tics moteurs (syndrome de Gilles de la Tourette)
  - (F95.8) Autres tics
  - (F95.9) Tic, sans précision

- (F98) Autres troubles du comportement et autres troubles émotionnels apparaissant habituellement durant l'enfance ou à l'adolescence
  - (F98.0) Énurésie non organique
  - (F98.1) Encoprésie non organique
  - (F98.2) Trouble de l'alimentation du nourrisson et de l'enfant
  - (F98.3) Pica du nourrisson et de l'enfant
  - (F98.4) Mouvements stéréotypés
  - (F98.5) Bégaiement
  - (F98.6) Bredouillement (langage précipité)
  - (F98.8) Autres troubles précisés du comportement et troubles émotionnels apparaissant habituellement durant l'enfance et l'adolescence (onychophagie, onanisme)
  - (F98.9) Trouble du comportement et trouble émotionnel apparaissant habituellement durant l'enfance et l'adolescence, sans précision